# Museo della civiltà solandra
Il Museo della civiltà solandra è un museo etnografico sito a Malé, capoluogo della Val di Sole, in Provincia di Trento, nel palazzo della ex Pretura. È stato voluto e realizzato dal Centro studi per la Val di Sole, un'associazione culturale nata nel 1967, che lo gestisce. Un tempo i locali del Museo ospitavano le vecchie carceri. È stato aperto al pubblico nel 1979 e nel 1983 è stato ampliato. Raccoglie molti attrezzi che testimoniano i modi di vita di un tempo e ricostruisce due ambienti tipici della casa solandra. Gli oggetti sono circa 1600 suddivisi in venti sezioni tematiche.
Una parte del museo è dedicata all'illustre micologo solandro don Giacomo Bresadola (1847-1929).

## La cucina
Una delle sezioni più importanti del Museo è la ricostruzione di una vecchia cucina dove un tempo si passava la maggior parte delle ore della giornata, escludendo quelle del lavoro. Nelle giornate più brutte si stava al caldo, vicino al fuoco, a fare “filò” con gli amici. Il focolare, alto da terra quasi mezzo metro, era “aperto” e quindi le pareti diventano spesso nere. Sul piano era presente la buca delle ceneri dove si conservavano le braci per accendere il fuoco nel giorno successivo. A fianco del focolare erano disposte ampie panche di legno, dove ci si poteva asciugare o riscaldare. Dall'alto della cappa scendeva una lunga catena di ferro (segosta), dove era attaccato il pentolone per fare la polenta gialla o nera. La segosta veniva pulita una volta all'anno, durante la Pasqua veniva trascinata dai ragazzi lungo le strade selciate del paese, finché la crosta della caligine era scomparsa.
Sulla credenza ci sono piatti, posate, tazzine per la colazione e oggetti di uso comune. Particolari sono le antiche bottiglie per l'acqua delle fonti di Rabbi e di Peio.  La madia aveva la funzione di raccogliere i vari tipi di farina: bianca, gialla, di segale e nera. Alle pareti sono disposti ordinatamente vari oggetti (pentole in rame, palette per la farina, portasecchi, affettatrice per cavoli, tagliapane, ecc.).

## La stua (stube)
Una delle sezioni del museo riproduce fedelmente una “stua”, cioè la camera da letto. Al centro si trova il letto assai alto, sotto c'è un lettino a carriola per i bambini con un materasso fatto con le foglie del mais e a fianco una culla per i neonati.
È il luogo dove la famiglia si ritrovava perché si poteva riscaldare vicino alla stufa a olle costruita in valle.
Alle pareti ci sono i ritratti della famiglia, un orologio a pendolo, delle immagini sacre, delle acquasantiere. Il soffitto, anch'esso in legno, è intarsiato. Di fronte al letto c'è un cassettone con sopra dei diari, delle foto, libri di preghiere e alcuni oggetti personali. Nella stanza c'è qualche gioco per i bambini. Sul letto fa bella mostra di sé una coperta interamente lavorata ai ferri; di solito prima di andare a dormire la donna di casa metteva sotto le lenzuola la "monaca", cioè un supporto in legno dove inseriva la scaldina con le braci.

## Il calzolaio (cagliar)
Un'altra sezione del museo è dedicata al lavoro del calzolaio. Il mestiere del calzolaio consisteva nel creare, sostituire, confezionare e riparare scarpe. A malapena, l'economia familiare permetteva il lusso di avere un paio di scarpe eleganti per la festa. Il calzolaio si occupava anche della preparazione delle suole in legno per gli zoccoli (cospi). Le donne cucivano le calzature dei familiari con grosse suole di panni, che servivano per le pantofole, che si usavano durante l'inverno, per avere più caldo ai piedi. Per far diventare le suole più resistenti, bisognava continuare a cucirle, finché non diventavano più dure. Quando le persone portavano ad aggiustare le loro scarpe, il calzolaio piantava nella suola e nel tacco, dei chiodi rotondi oppure "broche" (bullette).
Sulla parete della sala del museo sono appesi tutti gli arnesi che usava il calzolaio: martelli, tenaglie, pinze, lime e dei chiodi. Una mensola ospita calzini (cauzoti), forme per scarpe, suole di zoccoli (sole dei cospi), suole di stoffa (sole dei scafoni), scarpe da lavoro (cospi) e delle scarpe chiodate. Accanto c'è il piccolo tavolo da lavoro del calzolaio pieno di utensili.

## Trasformazione dei cereali
In questa sezione troviamo vari attrezzi che servivano per la trasformazione dei cereali: il “flél” ovvero correggiato per battere il grano, il mulinello per pulire le granaglie e quello per macinare il grano. Ci sono anche gli utensili del fornaio; le assi sulle quali veniva riposto il pane, le pale per il forno e vari tipi di recipienti che servivano come unità di misura (stadera, staio, ecc.).

## Il ramaio
Un lavoro abbastanza diffuso era quello del ramaio ambulante (“parolot”). Nello scorso secolo, da quasi tutti i paesi della valle quando arrivava l'autunno, gli uomini validi e i ragazzi partivano, per alcuni dei principali paesi del Lombardo Veneto, con i pochi arnesi necessari per riparare gli oggetti in rame: le pinze, gli scalpelli, le lime, l'incudine e il martello. Al venire della primavera i “paroloti” ritornavano ai paesi d'origine.

## Il fabbro
Il fabbro era probabilmente l'artigiano più eteroforme, era abile nel costruire oggetti per la casa, per il lavoro agricolo, per quello caseario, per la lavorazione del legno, abile anche per realizzare cardini e serrature per le porte, ferri da mina, chiodi di tutte le grandezze, calibri, ramponi. Spesso il fabbro diventa anche un “fabbricatore di ferri per animali”. Il museo ospita una parte degli utensili usati dal fabbro oltre ad alcuni esempi dei manufatti che comunemente realizzava.

## Filatura e tessitura
L'allevamento delle pecore era limitato alla produzione della lana occorrente alle necessità locali. Fra le piante tessili più coltivate nella nostra valle, quelle più diffuse erano il lino e la canapa, ma principalmente il lino. In ogni paese si coltivava il lino e nella parte bassa della valle cresceva la canapa. Nel 1800 si allevava anche il baco da seta e c'erano modeste filande a Presson e a Malé. Nelle case contadine erano presenti gli attrezzi per la filatura cui si dedicavano le donne. Col filo di lana confezionavano calze, calzettoni, coperte da letto. Il filo di lino e di canapa veniva invece portato alle tessitrici.
Nella sala del museo è presente un grosso telaio, non funzionante, risalente al 1700. Alle pareti della sala sono appesi: una serie di rocche, aspi e fusi, delle spatole per battere il lino, pettini per cardare, un filarello a pedale, un piccolo telaino per passamanerie, matterelli per il lino e un arcolaio (guindol). Sui davanzali delle finestre sono esposti in un piccolo cestino dei bachi da seta con i loro fili e degli attrezzi per cardare la lana delle pecore.

## L'agricoltura e il bestiame
La sezione riguardante l'allevamento del bestiame e l'agricoltura comprende parecchi attrezzi come l'aratro per lavorare la terra, falci, rastrelli, e forche varie. L'incudine e il martello per ridare il filo alla falce, cote e serbacote, l'attrezzo per fare i denti di legno al rastrello, speciali pale per chiudere e aprire i condotti d'irrigazione dei prati. Sono presenti inoltre protesi per le zampe dei vitelli e per raddrizzare le corna ai bovini, museruole per le mucche ammalate, capestri (congiombli), gioghi, campanacci vari e l'attrezzo per tagliare la paglia e il fieno.

## La vita del contadino
La vita del contadino in estate:
il capo famiglia "il papà" la mattina andava a tagliare l'erba. "La mamma"mandava il figlio dalle 7:00 di mattina a portare la colazione al papà, che consisteva un po' di minestra riscaldata dalla cena precedente e del pane ormai secco, che si faceva ammorbidire nella minestra per poi mangiarlo.
Quando il papà finiva di tagliare tutta l'erba, tutta la famiglia andava ad aiutare ed a stendere l'erba sul prato per farla diventare fieno.
Quando l'erba diventava secca la mattina si prendeva l'asino, il cavallo o il mulo, e il carro per portare le lenzuola di canapa nel prato, visto che la strada per arrivarci era molto lunga. Il figlio dopo aver portato le lenzuola al prato ritornava a casa con il carro e l'asino (perché l'asino soffriva al sole e anche perché c'erano gli scarafaggi che lo pungevano). Portato l'asino a casa, doveva rifare quella lunga strada e ritornare nel prato e mettere tutto il fieno nelle lenzuola. Dopo aver finito di mettere il fieno nelle lenzuola, il figlio doveva ritornare a riprendere l'asino col carro e ritornare nel prato per caricare le lenzuola di canapa contenenti il fieno, e finalmente dopo una giornata movimentata si ritornava a casa dalle 18:00 per cenare.

## La trasformazione del latte
La sezione riguardante la trasformazione del latte è particolarmente ricca e interessante. Sono esposti infatti: il mastello per latte (“brenta da lat”), il mestolo per spannare (“caza da telar”), la zangola per ricavare il burro, stampi e clave per decorare il burro (“glave”), una caldaia di rame dove veniva fatto il formaggio (“pai”), mestoli (“caze”), il colatoio (“col dal lat”), forme per formaggio, il libro del “casaro” (“caseificio turnario”), l'urna per le votazioni per eleggere il “casaro” della malga.
Il modellino in scala della malga Saline di Peio completa questa sezione.

## Raccolta e lavorazione del legno
Un settore del museo è dedicato alla raccolta e alla lavorazione del legno. Qui si trovano i carri, le slitte e cariole per il trasporto del legname. Ci sono molti tipi di attrezzi come: il “manarot”(ascia), le seghe, i “zapini” (asce per agganciare i tronchi), forche e i calibri per i tronchi.
La legna veniva portata dal falegname che la lavorava con gli opportuni arnesi come: il tornio, la pialla, i segoncini, i corlaci, i martelli, gli scalpelli. Un compito molto importante del falegname era fornire le “scandole” (tegole) larice per i tetti delle case. In questo settore c'è anche uno spazio dedicato a una serie di francobolli che raffigurano i lavori rappresentativi delle varie regioni d'Italia; quello che riguarda il Trentino raffigura un “segantino”.
Al centro della sala dedicata al legno vi è una riproduzione in scala di una segheria veneziana, un tipo di impianto idraulico per la riduzione dei tronchi in assi, abbastanza diffuso in valle (se ne trova una funzionante in località Molini a Malé).

## L'estrazione della trementina
Una parte del museo è dedicata all'estrazione della trementina.
La trementina si ricava dai larici, il largajöl faceva un buco nella pianta con una apposita trivella lunga 30 centimetri e vi inseriva un tappo. Dopo un anno ritornava e con la sgorbia estraeva la trementina. Questa sostanza si usava nell'industria navale per rendere impermeabili gli scafi o come medicina per curare molte malattie dell'apparato respiratorio (raffreddori, catarri, tossi…), per le malattie della pelle come ferite, scottature, ustioni.